# Peter Hünermann
Peter Hünermann (* 8. März 1929 in Berlin) ist ein deutscher römisch-katholischer Theologe. Er war von 1982 bis zu seiner Emeritierung 1997 Professor für katholische Dogmatik an der Eberhard Karls Universität Tübingen. Von 1971 bis 1982 lehrte er an der Universität Münster Dogmatik.

## Leben
Peter Hünermann nahm 1949 sein Studium in Rom auf und kehrte nach Priesterweihe (1955) und Promotion zum Dr. theol. 1958 nach Deutschland zurück. Von 1958 bis 1962 war er als Kaplan und Religionslehrer in Mönchengladbach und Aachen tätig. Von 1961 bis 1967 vervollständigte er seine Studien in München und Freiburg im Breisgau.
Im Herbst 1962, als das Zweite Vatikanische Konzil begann, arbeitete Hünermann an der theologischen Fakultät in Freiburg und bereitete seine Habilitationsschrift vor.
Hünermann lehrte von 1971 bis 1982 als Professor für Dogmatik in Münster, danach bis zu seiner Emeritierung in Tübingen. Schon 1983 wurde er als Honorarprofessor an die Universidad Católica Boliviana in Cochabamba berufen, die ihm 1997 die Ehrendoktorwürde verlieh. Weitere Ehrendoktorwürden erhielt Hünermann 2005 von der Pontificia Universidad Católica Argentina in Buenos Aires, von der Universität Freiburg sowie 2008 von der Universität Erfurt.
Von 1985 bis 2003 hatte Hünermann die Präsidentschaft des Katholischen Akademischen Ausländerdienstes (KAAD) inne. Von 1989 bis 1995 war er Gründungspräsident der Europäischen Gesellschaft für Katholische Theologie.
Hünermann lebt in Rottenburg am Neckar.
Zu seinen Schülern gehört Claudia Lücking-Michel.

## Werk
Die großen Konzilsentscheidungen, die Liturgiereform, die Neufassung der Offenbarungskonstitution und die anderen großen Dokumente bedeuteten nach Hünermanns Wahrnehmung eine Befreiung. Allerdings lasse die theologische Aufarbeitung des Konzils nach drei Jahrzehnten sehr zu wünschen übrig.
Hünermann gab zusammen mit Bernd Jochen Hilberath ab 2004, 40 Jahre nach dem Konzil, einen neuen, fünfbändigen theologischen Kommentar zu den Lehrdokumenten des Zweiten Vatikanischen Konzils heraus, der dem früher ebenfalls als Dogmatikprofessor in Tübingen lehrenden Papst Benedikt XVI. im Februar 2006 am Rande einer Generalaudienz überreicht wurde.
Im Zusammenhang mit der Rücknahme der Exkommunikation der Priesterbruderschaft St. Pius X. 2009 sprach er von einem „Amtsmissbrauch“ des Papstes.
In ökumenischer Absicht befürwortet Hünermann dezentrale, synodale Prozesse.

## Werke (Auswahl)
- Sprache des Glaubens – Sprache des Lehramts – Sprache der Theologie. Eine geschichtliche Orientierung. Herder, Freiburg/Br. 2016.
- Herders Theologischer Kommentar zum Zweiten Vatikanischen Konzil. 5 Bände. Hrsg. von Bernd Jochen Hilberath / Peter Hünermann. Freiburg 2004/5, ISBN 3-451-28561-4.
- Dogmatische Prinzipienlehre. Glaube, Überlieferung, Theologie als Sprach- und Wahrheitsgeschehen. Aschendorff, Münster 2003.
- Jesus Christus, Gottes Wort in der Zeit. Eine systematische Christologie. 2. Aufl. Aschendorff, Münster 1997.
- Ekklesiologie im Präsens. Perspektiven. Aschendorf, Münster 1995.
- Offenbarung Gottes in der Zeit. Prolegomena zur Christologie. Münster 1989.
- Über-Setzung oder Der Glaube an die Kraft des Gotteswortes in unserer Zeit. Predigten zum Kirchenjahr. Münster 1984.
- Gott im Aufbruch. Die Provokation der lateinamerikanischen Theologie. Hg. mit Gerd-Dieter Fischer, Freiburg – Basel – Wien 1974.
- Der Durchbruch geschichtlichen Denkens im 19. Jahrhundert (= Freiburg i. Br., Hab.Schr.), Herder, Freiburg i. Br./Basel/Wien 1967.
- Herausgabe des Enchiridion Symbolorum (Denzinger-Hünermann).